# Johann Strauss den yngre
Johann Baptist Strauss 2. (født 25. oktober 1825, død 3. juni 1899) var en østrigsk komponist og violinist. Han er især berømt for sin dansemusik og sine operetter. Strauss komponerede over 500 værker, herunder valse, polkaer og kvadriller samt musik til flere operaer og en enkelt ballet. I sin samtid blev han kendt som "Valsekongen" for sin betydelige rolle i valsens opblomstring i Wien i slutningen af det 19. århundrede. Blandt hans mest kendte værker er An der schönen blauen Donau (1866), Kaiser-Walzer (1899), Geschichten aus dem Wienerwald (1868), Frühlingsstimmen (1882), Tritsch-Tratsch-Polka (1858), Die Fledermaus (1874) og Der Zigeunerbaron (1885).

## Navn
Selvom Strauss i mange oversigtsværker optræder som "Strauß," stavede han selv sit navn "Strauſs." Hans familie kaldte ham "Schani," et kælenavn afledt af det franske "Jean."

## Biografi

### Baggrund
Johann Strauss 2. blev født den 25. oktober 1825 i St. Ulrich, som i dag er en del af bydelen Neubau i Wien, Østrig. Han kom fra en katolsk familie. Hans forældre var Johann Strauss 1. og Maria Anna Streim. Strauss' oldefar på faderens side var ungarsk jøde, hvilket nazisterne senere forsøgte at skjule, da de promoverede Strauss' musik som "særligt tysk."
Johann Strauss 1., selv en berømt og feteret komponist, ønskede ikke, at hans søn skulle blive musiker, men derimod bankmand. Den unge Strauss måtte derfor tage hemmelige violintimer hos Franz Amon, førsteviolinisten i faderens orkester. Da hans far en dag opdagede, at sønnen øvede sig på violinen, pryglede han ham for at "banke musikken ud af drengen." Det lader ikke til, at den ældre Strauss frygtede konkurrence fra sin søn, men snarere ønskede, at sønnen skulle skånes for det krævende liv som udøvende musiker. Først da faderen forlod familien for sin elskerinde, Emilie Trampusch, kunne Strauss med sin mors støtte fuldt ud hellige sig musikken.
Strauss studerede kontrapunkt og harmonik på professor Joachim Hoffmanns private musikskole og modtog også undervisning i harmonik af komponisten Joseph Drechsler, som hurtigt genkendte hans talent. Omkring denne tid komponerede Strauss sit eneste religiøse værk, Tu qui regis totum orbem (1844). Hans anden violinlærer, Anton Kollmann, balletrepetitør ved Wiener Hofoper, skrev en varm anbefaling af ham. Med denne anbefaling lykkedes det Strauss at etablere et lille orkester, som han rekrutterede medlemmer til fra skænkestuen Zur Stadt Belgrad, hvor musikere ofte kom for at finde arbejde.

### Tidlige karriere
På grund af den ældre Strauss' indflydelse i Wiens musikmiljø var mange spillesteder tilbageholdende med at ansætte den yngre Strauss, da de frygtede faderens vrede. Alligevel lykkedes det Strauss at overtale Dommayers Casino i forstaden Hietzing til at lade ham optræde. Som reaktion på sønnens og kasinoets ulydighed nægtede den ældre Strauss efterfølgende at spille på Dommayers Casino igen, på trods af det tidligere tætte forhold, han havde haft til stedet.
Strauss debuterede på Dommayers Casino i oktober 1844, hvor han fremførte nogle af sine tidligste værker som valsene Sinngedichte (1844) og Gunstwerber (1844) samt polkaen Herzenslust (1844). Både publikum og presse modtog Strauss' musik med stor begejstring. En anmelder fra tidsskriftet Der Wanderer skrev, at "Strauss-navnet [er] med værdighed overgået til [Johann Strauss 1.s] søn […] Trefjerdedelstakten [dvs. valsetakten] vil få et stærkt fodfæste med ham."
Trods Strauss' succesfulde debutkoncert var hans første år som komponist udfordrende. Han vandt dog hurtigt det østrigske publikums gunst, særligt da han begyndte at turnere uden for Wien. Hans første officielle anerkendelse kom, da han blev udnævnt til æreskapelmester for Wiens 2. regiment.
Wien blev hårdt ramt af revolutionerne i 1848, og spændingerne mellem far og søn intensiveredes, da den yngre Strauss valgte at støtte de revolutionære. Det viste sig at være en karrieremæssig ulempe. Det østrigske hof nægtede flere gange efterfølgende at tildele ham den prestigefyldte ærestitel "Kejserlig og Kongelig Hofbalsmusikdirektør." Desuden blev Strauss arresteret af de lokale myndigheder for offentligt at have spillet revolutionssangen Le Marseillaise (1792), selvom han senere blev frikendt. I modsætning til sin søn forblev den ældre Strauss loyal over for monarkiet og komponerede blandt andet den berømte Radetzkymarch (1848) til ære for den kejserlige feltmarskal Josef Wenzel Radetzky von Radetz.
Da den ældre Strauss døde af skarlagensfeber i Wien i 1849, forenede sønnen deres to orkestre og påbegyndte en turné rundt i landet. Samme år komponerede han værket Kaiser-Franz-Joseph-Marsch, sandsynligvis i et forsøg på at vinde gunst hos den nye kejser, Franz Joseph 1., som var blevet Østrigs monark efter revolutionerne i 1848. Den patriotiske march blev nogle år senere efterfulgt af Kaiser-Franz-Joseph 1.-Rettungs-Jubel-Marsch (1853).

### Rejser og senere år
Med tiden overgik Strauss sin far i berømmelse og blev sin samtids mest anerkendte valsekomponist. De krævende orkesterturnéer i Østrig, Polen og Tyskland sled dog på ham både fysisk og psykisk, og i 1853 fik han et nervøst sammenbrud. På lægens opfordring tog Strauss en syv ugers orlov i et sommerhus på landet. I mellemtiden blev hans lillebror, Josef, overtalt af familien til at opgive sin karriere som ingeniør for at vikariere for Strauss. I 1856 blev Strauss' orkester inviteret til den russiske by Pavlovsk, hvor Tsarskoje Selo Jernbaneselskab arrangerede koncerter i Vauxhallpavillonen ved den lokale stationsbygning. Denne rejse gentog han årligt frem til 1865.
I 1862 sluttede Strauss' anden lillebror, Eduard, sig officielt til orkesteret, og samme år giftede Strauss sig med sangerinden Henrietta Treffz. Året efter blev han endelig udnævnt til "Kejserlig og Kongelig Hofbalsmusikdirektør" – en titel, han længe havde stræbt efter. 
I 1872 rejste Strauss på invitation af orkesterlederen Patrick Gilmore til Boston, USA, for at dirigere ved den store Freds- og Musikfestival, som blev afholdt i anledning af afslutningen på Den Fransk-Preussiske Krig. Et af højdepunkterne på festivalen var en storslået koncert med over 1000 musikere, hvor Strauss dirigerede sit værk An der schönen blauen Donau. På den tid var det populært, at mandlige berømtheder som Strauss gav hårlokker som personlige gaver til kvindelige beundrere. Under Strauss' ophold i USA måtte hans tjener derfor ofte klippe lidt pels af komponistens sorte newfoundlænder, som herefter blev uddelt som "ægte Strauss-hår." Efterspørgslen blev imidlertid så stor, at man til sidst frygtede, hunden ville blive skaldet.
I 1878 døde Strauss' hustru, Henrietta, og seks uger senere giftede han sig igen, denne gang med skuespillerinden Angelika Dittrich. Ægteskabet blev imidlertid ulykkeligt, og få år senere forsøgte Strauss at få det omstødt. Da den katolske kirke ikke tillod skilsmisse, måtte han konvertere til protestantismen og opnå statsborgerskab i Sachsen-Coburg-Gotha. I august 1887 giftede han sig for tredje gang med Adele Deutsch, som blev en stor kunstnerisk støtte for ham i hans senere år. Med hendes opbakning komponerede han blandt andet operetten Waldmeister (1895) og valsen Kaiser-Walzer. 
Strauss led hele sit liv af forskellige helbredsproblemer, herunder hypokondri og adskillige fobier. I maj 1899 udviklede han både lungebetændelse og lungehindebetændelse, og den 3. juni 1899 døde han som 73-årig i Wien. Han blev stedt til hvile på den lokale Zentralfriedhof.

## Indflydelse
Selvom Strauss var sin samtids mest feterede dansekomponist, mødte han hård konkurrence fra Michael Ziehrer og Émile Waldteufel, mens Jacques Offenbach udgjorde en rival inden for operettegenren. Ved det østrigske hof var hans største konkurrent Philipp Fahrbach. 
Strauss' musik blev beundret af andre store komponister. Richard Wagner indrømmede eksempelvis, at han beundrede valsen Wein, Weib und Gesang (1869). Da Richard Strauss skrev valsenumrene til sin opera Der Rosenkavalier (1911), udtalte han med henvisning til sin navnebror Johann Strauss: "Hvordan kunne jeg dog glemme Wiens glade geni?"
Johannes Brahms var en af Strauss' personlige venner, og Strauss dedikerede sin vals Seid umschlungen, Millionen! (1892) til den tyske komponist. Da Strauss' hustru, Adele, i overensstemmelse med en udbredt skik i det 19. århundrede bad Brahms om at underskrive hendes vifte, noterede Brahms i stedet for sit eget navn et par takter af Strauss' An der schönen blauen Donau med underteksten: "Desværre IKKE skrevet af Johannes Brahms."
I 1929 dirigerede Clemens Krauss Wienerfilharmonikerne i en koncert udelukkende med Strauss-musik. Siden har Strauss' værker været en fast del af orkestrets årlige nytårskoncert. Blandt de mest berømte Strauss-fortolkere finder man Herbert von Karajan, Carlos Kleiber, Lorin Maazel, Zubin Mehta, Riccardo Muti og Willi Boskovsky. Boskovsky videreførte Strauss-familiens tradition med at dirigere og spille violin samtidig. Det østrigske Wiener Johann Strauss Orchester har siden 1966 turneret med koncerter i Strauss-orkestrets ånd, og i 1987 dannede den nederlandske violinist og dirigent André Rieu sit eget Johann Strauss-orkester.
De fleste af Strauss' værker lød sandsynligvis oprindeligt anderledes, eftersom hans lillebror Eduard Strauss i 1907 brændte størstedelen af de originale noder. Eduard og hans bror Josef havde aftalt, at den længstlevende af dem skulle destruere Strauss-familiens samlede kompositioner for at sikre, at de ikke blev taget i brug af andre komponister.
I dag findes der to museer i Wien dedikeret til Johann Strauss. Hans tidligere hjem på Praterstrasse, hvor han boede i 1860'erne, er nu en del af Wiens Museum. Selvom Straussmuseet omhandler hele familien, har det et særligt fokus på Johann Strauss 2.
Strauss-dynastiet er blevet portrætteret i flere film og tv-serier, herunder Waltzes from Vienna (1934), The Great Waltz (1938 og 1972), The Waltz King (1963), The Strauss Family (1972), Die Strauß-Dynastie (1991) og Strauss: The King of Three-Quarter Time (1995). Derudover er hans musik blevet brugt i adskillige andre film og serier.